# De djupa floderna
De djupa floderna (Los ríos profundos) är en roman av den peruanske författaren José María Arguedas utgiven 1958.
De djupa floderna blev Arguedas internationella genombrott och anses vara en av de viktigaste romanerna i latinamerikansk litteratur. Det är en delvis självbiografisk skildring av författarens barndomsvärld och uppehåller sig framför allt vid hans tid i ett katolskt internat. Internatet framstår som ett Peru i miniatyr och speglar landets mångfasetterade blandning av olika kulturer och levnadsförhållanden. Ett centralt tema i romanen är insikten om den djupa och oförenliga klyftan mellan landets europeiska och indianska influenser.